# 조이진
조이진(1982년 12월 26일 ~ )은 대한민국의 배우이다. 본명은 조보현으로 2003년 SBS 드라마 《요조숙녀》에 조연으로 출연하며 연기 활동을 시작하였다. 2005년 영화 《태풍태양》으로 디렉터스 컷 어워즈 올해의 신인연기자상을 수상했고, 2007년 《국경의 남쪽》으로 대종상 신인여우상을 수상했다. 《국경의 남쪽》 출연 후 한동안 활동하지 않다가 2012년 TV조선 드라마 《한반도》에 출연하며 활동을 재개하였다.

## 삶과 경력

### 어린 시절과 연예계 데뷔
조이진의 본명은 조보현으로 1982년 12월 26일 2녀 중 장녀로 태어났다. 본가는 인천에 있으며, 아버지는 공무원이다. 조이진은 중학교 때까진 내성적인 성격이었으나 고등학교(학익여자고등학교)에 진학해서는 활달하게 바뀌었다. 고등학교 때 연극부 활동도 하였다. 조이진은 중학교 때부터 배우가 되는 것을 꿈꿨으나 고등학교를 졸업할 때까지는 주변에 알리지 않았다. 그녀는 이후 “친구들 중 예쁜 외모도 아니고 늘씬하지도 않아 ‘배우가 되고 싶다’고 말하는 것이 너무 부끄러웠다. 그래서 속으로만 그런 꿈을 키웠을 뿐 주변에는 내색을 하지 않았다.”고 말하였다. 고교 졸업 후 대학에는 뜻이 없고 연예인이 되고 싶었으나 어머니에게 떠밀려 안산공과대학(현 신안산대학교) 경영학과에 진학하였다. 그러나 한 학기만을 마치고 결국 자퇴하였고, 이후 각종 대회와 오디션에 응모하기 시작하였다. “안 나가본 대회, 오디션이 없어요.”라고 스스로 말할 정도였다. 연예 기획사에도 60차례 정도 원서를 보냈는데, 조이진은 “제가 자란 인천은 길거리 캐스팅 같은 건 없어요. 사진 찍고 프로필 만들어 우체국에 가서 보내는 일이 거의 일상이었어요. 우체국 직원이 얼굴을 알아볼 정도였죠.”라고 말하였다. 집안의 반대를 무릅쓰고 시작한 일이라 용돈도 없어서 아르바이트도 병행해야 했다.
조이진은 2001년 8월 해태제과가 주최한 ‘젠느 모델 선발대회’에 참가해 40명의 본선 진출자 중 대상을 수상했다. 해태 광고 모델로 첫 활동을 시작했으나 그녀에게 관심을 갖는 연예 기획사는 없었다. 조이진은 한 힙합브랜드에서 주최한 다른 선발대회에도 참가해 2등을 했다. 이후 그녀는 한 음반사와 계약을 맺고, 잡지와 CF 모델로 본격적인 활동을 시작했다. 조이진은 2003년 출연한 KTF CF 육군사관학교 편, 2004년 출연한 OB 맥주 CF로 눈길을 끌기도 했다.

### 배우 데뷔와 연기 활동 및 활동 중단
조이진은 2003년 방송된 SBS 드라마 《요조숙녀》에 스튜어디스 중 한 명인 유지인 역으로 출연하며 배우로 데뷔하였다. 이후 2004년 8월 조이진은 어그레시브 인라인 스케이트를 소재로 한 정재은 감독의 영화 《태풍태양》에 김강우, 천정명, 이천희와 함께 캐스팅되었다. 그녀가 맡은 역할은 주연 중 한 명인 한주 역이었다. 조이진의 첫 영화인 이 작품은 이듬해인 2005년 6월 개봉하였는데, 개봉을 앞두고 가진 시사회에서 조이진은 “영화 캐스팅 당시 맥주 CF에 노출된 것밖에 없었는데 과감하게 저를 기용한 정 감독님께 감사드린다”고 말하였다. 정재은 감독은 “출연하면 고생길이 훤히 보이는 시나리오였다. 그런데 시나리오를 읽어보라고 했더니 조이진은 너덜너덜해지도록 읽고 한장 한장 포스트 잇을 붙여가며 분석해 놨더라. 장면들에 대해 적극적으로 의사도 개진하고. 그런 점이 극중 캐릭터와 잘 맞을 거라 믿고 캐스팅했다”고 말하였다. 《태풍태양》은 5만여 관객을 기록하는데 그쳐 흥행에는 실패했지만, 조이진은 이 작품으로 디렉터스 컷 어워즈 올해의 신인연기자상을 수상했고, 청룡영화상, 대한민국영화대상, 백상예술대상, 대종상 신인여우상 후보에 올랐다. 한편, 조이진은 《태풍태양》이 개봉하기 전인 2004년 12월부터 방송된 SBS 드라마 《유리화》에 박기태(김성수 분)의 이복동생인 박태희 역으로 출연하였고, 2005년 3월 18일 방송된 단막극인 《MBC 베스트극장》 〈내 인생의 네비게이터〉 편에도 출연하였다. 조이진은 《태풍태양》에 출연한 후인 2005년 10월 한가인, 김아중과 함께 한국P&G의 모발 관리 제품 브랜드인 팬틴의 모델로 발탁되기도 하였다.
조이진의 다음 작품은 분단으로 인한 엇갈린 사랑을 그린 영화 《국경의 남쪽》이었다. 이 작품에서 그녀는 차승원, 심혜진과 함께 주연으로 캐스팅되어 선호(차승원 분)의 연인 연화를 연기했다. 감독인 안판석은 “캐스팅에서 자연미인일 것, 자본주의 냄새가 나지 않을 것, 연기를 잘 할 것이라는 기준이 있었는데 조이진은 이런 점에서 만족스러웠다”고 말하였다. 2006년 5월 개봉한 《국경의 남쪽》은 25만여 명의 관객을 동원하며 흥행에 실패하였으나, 조이진의 연기는 긍정적인 평가를 받았다. 경향신문은 “《태풍, 태양》에서 가능성만을 인정받았던 조이진도 내재된 에너지를 드러내기에 충분한 연기력을 선사했다.”고 평하였고, 맥스무비는 “신세대 스타 이미지를 벗어 던지고 연화 역에 자신을 완벽하게 투영시킨 조이진은 이번 작품을 통해 연기 스펙트럼을 확장시키는 계기를 마련했다.”고 평하였다. 씨네21은 “이 영화를 통해 연기자로 ‘발견’된 조이진의 활약은 인상적이다.”고 썼다. 조이진은 이 작품으로 이듬해 대종상영화제에서 신인여우상을 수상하였다. 《국경의 남쪽》에 출연한 후 조이진은 연예 활동을 중단하였다.

### 활동 재개 및 이후의 활동
이후 2010년 11월 조이진이 연기 활동 재개를 모색하고 있다는 보도가 있었다. 조이진이 2009년 성균관대학교 연기예술학과에 진학했다는 소식과 함께, 측근의 말을 인용 그녀가 《국경의 남쪽》 이후 우울증을 앓았다고도 전하였다. 조이진은 이후 인터뷰에서 “이상하게도 갑자기 연기에 대해서 자신감이 없어졌던 것 같다. 《국경의 남쪽》이 발화점이었다. 감정 신이 많아서 그랬는지 자꾸 내 부족한 면만 보였다. 준비가 안 된 상태에서 데뷔부터 하고 연기를 했기 때문에 체계적으로 배우고 싶다는 갈증이 계속 있었다. 사실 처음 쉴 때에는 이렇게 오래 쉬게 될지 몰랐다.”고 밝히면서, 자신감이 없어진 이유로 “(...) 예전에는 외모 지적을 많이 받았다. ‘뻔하게 예쁜 얼굴이 아니다. 도회적이다. 다양한 역할을 맡기에는 너무 튄다’ 등등. 그리고 연기에 대한 내 욕심을 내 연기가 못 따라갔던 것 같다. 바보스럽게도 욕심이 왜 그렇게 많았는지. ‘조금만 더, 조금만 더. 왜 이것밖에 안 될까.’ 계속 그런 생각을 했었다.”고 말하였다. 또, “우선 학교 다니고. 의상 쪽에 관심이 많아서, 의상 학원도 다녔다. (...) 학교에서 전공 세 개 하면서 과제 하느라 제일 바빴던 것 같다.”고 공백기 동안의 생활을 전하였다.
조이진은 2012년 2월부터 방송된 종합편성채널 TV조선의 창사특집 드라마 《한반도》에 박도명(조성하 분)의 딸이자 서명준(황정민 분)의 조력자인 정치부 기자 박혜정 역으로 출연하며 활동을 재개하였다. 《한반도》는 총 24회가 기획되었으나 시청률 부진으로 18회를 끝으로 조기종영하였다. 이듬해인 2013년에는 1960~1990년대를 배경으로 부모를 일찍 여읜 오남매의 이야기를 그린 종합편성채널 JTBC의 주말드라마 《맏이》에 맏이 김영선(윤정희 분)의 동생(차녀) 김영란 역으로 출연하였다. 2014년 3월까지 총 54회가 방송된 《맏이》는 평균시청률 3.5%를 기록하며 시청자들의 호평을 받았다.

## 출연 작품

### 텔레비전
| 연도 | 제목           | 역할   | 방송사 | 비고                        |
| ---- | -------------- | ------ | ------ | --------------------------- |
| 2003 | 요조숙녀       | 유지인 | SBS    |                             |
| 2004 | 유리화         | 박태희 | SBS    |                             |
| 2005 | MBC 베스트극장 | 이현수 | MBC    | 〈내 인생의 네비게이터〉 편 |
| 2012 | 한반도         | 박혜정 | TV조선 |                             |
| 2013 | 맏이           | 김영란 | JTBC   |                             |

### 영화
| 연도 | 제목             | 역할   | 비고 |
| ---- | ---------------- | ------ | ---- |
| 2005 | 태풍태양         | 한주   |      |
| 2006 | 국경의 남쪽      | 이연화 |      |
| 2016 | 나를 잊지 말아요 | 선희   |      |

### 뮤직비디오
- 2003년 〈Loveholic〉 (러브홀릭)

## 수상 및 후보
| 연도 | 시상식                   | 부문                | 작품        | 결과 | 출처                            |
| ---- | ------------------------ | ------------------- | ----------- | ---- | ------------------------------- |
| 2005 | 제26회 청룡영화상        | 신인여우상          | 태풍태양    | 후보 |                                 |
| 2005 | 제4회 대한민국영화대상   | 신인여우상          | 태풍태양    | 후보 |                                 |
| 2005 | 제8회 디렉터스 컷 시상식 | 올해의 신인연기자상 | 태풍태양    | 수상 |                                 |
| 2006 | 제42회 백상예술대상      | 여자 신인 연기상    | 태풍태양    | 후보 | 보관됨 2014-11-01 - 웨이백 머신 |
| 2006 | 제43회 대종상영화제      | 신인여우상          | 태풍태양    | 후보 |                                 |
| 2006 | 제5회 대한민국영화대상   | 신인여우상          | 국경의 남쪽 | 후보 |                                 |
| 2007 | 제44회 대종상영화제      | 신인여우상          | 국경의 남쪽 | 수상 |                                 |